# Münichtal

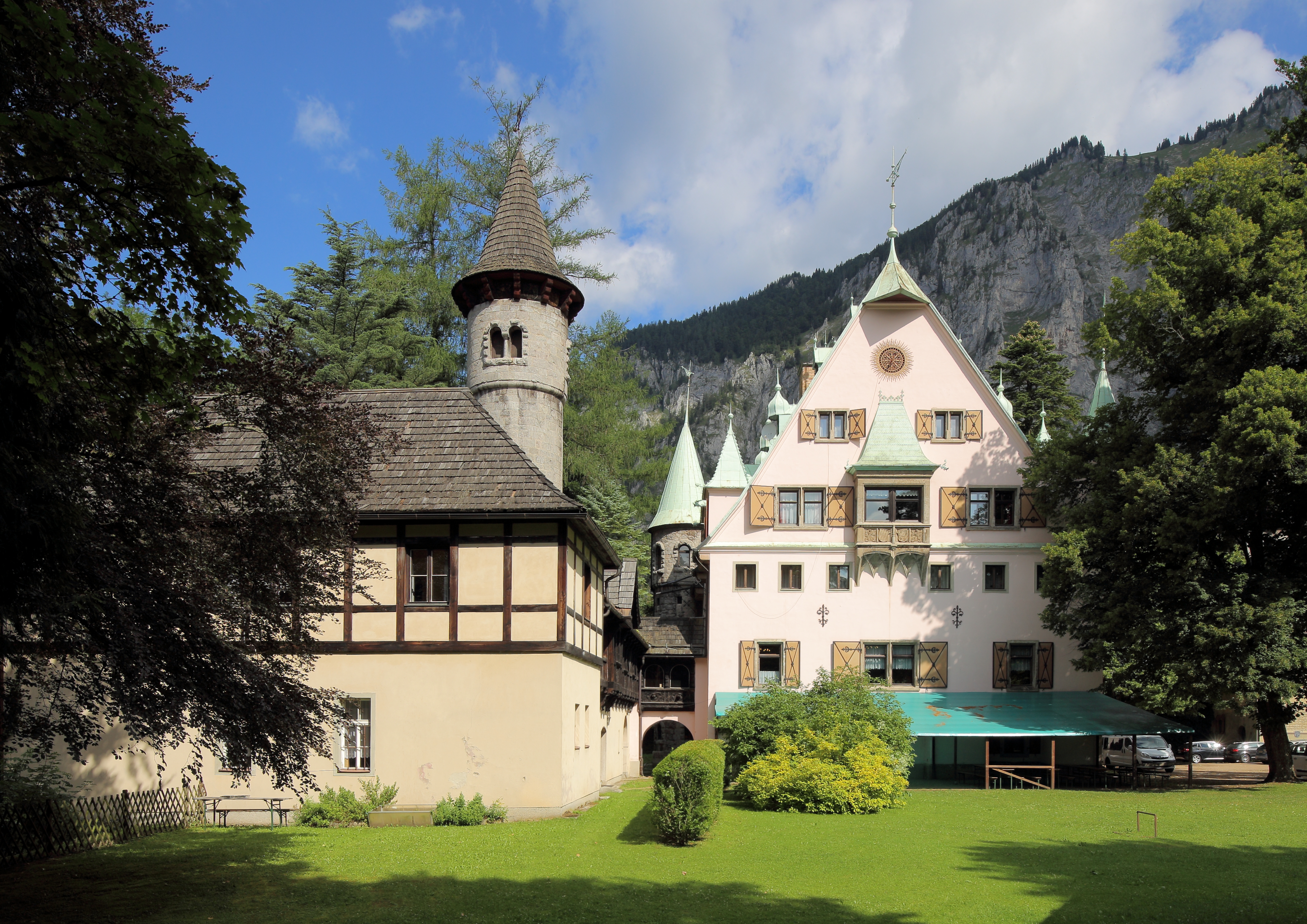
Das Schloss Leopoldstein in Münichtal

Der Ortsteil Münichtal (als Katastralgemeinde: Münichthal) ist eine Siedlung wie auch Katastralgemeinde von Eisenerz in der Steiermark.
Die ehemalige Bergarbeitersiedlung im Eisenerzer Münichtal entwickelte sich zu einem Vorort von Eisenerz. Die Österreichisch-Alpine Montangesellschaft betrieb hier bis in die 1980er Jahre mehrere Hochöfen und ein Gaskraftwerk, wovon heute noch der Schlackenkegel zeugt.
Im Zuge der Errichtung der Forschungs- und Ausbildungsanlage Zentrum am Berg bis 2020 wird die Siedlung in ein Quartier für Übende und Einsatzkräfte mit rund tausend Betten umgestaltet.